# Ace Wilder
Ace Wilder (* 23. Juli 1982 in Stockholm als Alice Kristina Ingrid Gernandt) ist eine schwedische Sängerin und Songwriterin. Sie erlangte Bekanntheit durch die Teilnahme am Melodifestivalen 2014.

## Leben
Ace Wilder wurde am 23. Juli 1982 in Stockholm, der Hauptstadt Schwedens, geboren. Sie wuchs in verschiedenen Ländern auf und lebte hauptsächlich in Miami, Florida. Sie ist die Großnichte des schwedischen Radiomoderators Anders Gernandt.

## Karriere
2012 begann Wilder ihre Solokarriere, indem sie einen Plattenvertrag mit EMI Records und Warner Music unterzeichnete. Ein Jahr später veröffentlichte sie ihre Debütsingle Do It, welche des Öfteren in US-amerikanischen Fernsehshows verwendet wurde. Im selben Jahr erschienen zudem das Lied Bitches Like Fridays und ihr erstes Album A Wilder, das bei den Scandipop Awards den Preis für Best Music Album of the Year erhielt.
Ihren Durchbruch in der schwedischen Musikbranche erreichte sie durch die Teilnahme beim Melodifestivalen 2014, dem schwedischen Vorentscheid für den Eurovision Song Contest.  Hier erreichte sie mit dem Song Busy Doin’ Nothin’ im Finale mit zwei Punkten Rückstand hinter Sanna Nielsen den zweiten Platz. Das Lied erreichte in den offiziellen schwedischen Charts den ersten Rang. Am 30. November 2015 wurde bekanntgegeben, dass sie 2016 erneut mit dem Lied Don’t Worry am Vorentscheid teilnehmen wird. Dort erreichte sie über das erste Semifinale in Göteborg am 7. Februar direkt das Finale am 12. März in Solna bei Stockholm.
Am 4. Februar 2017 hat Ace Wilder erneut am Melodifestivalen 2017 teilgenommen. Sie schaffte als Zweitplatzierte des ersten Halbfinals des Melodifestivalen 2017 den Einzug in das Finale am 11. März in der Friendsarena in Solna, Stockholm.

## Diskografie

### Singles
- 2013: Do It
- 2013: Bitches Like Fridays
- 2014: Busy Doin’ Nothin’
- 2014: Riot
- 2015: Stupid
- 2016: Don’t Worry
- 2016: Selfish
- 2017: Wild Child

### Alben
- 2013: A Wilder
- 2015: The Wildcard

## Auszeichnungen und Nominierungen
| Jahr | Auszeichnung     | Nominierung                  | Für      | Resultat |
| ---- | ---------------- | ---------------------------- | -------- | -------- |
| 2013 | Scandipop Awards | Best Music Album of the Year | A Wilder | Gewonnen |